# Scrimă la Jocurile Olimpice de vară din 1956
Probele de scrimă la Jocurile Olimpice de vară din 1956 s-au desfășurat în noiembrie la Primaria din orașul St Kilda, Victoria, în Australia. 162 de trăgători din 23 de țări au participat. 

## Clasament pe medalii
| Loc | Țară                    | Aur | Argint | Bronz | Total |
| --- | ----------------------- | --- | ------ | ----- | ----- |
| 1   | Italia (ITA)            | 3   | 2      | 2     | 7     |
| 2   | Ungaria (HUN)           | 2   | 1      | 1     | 4     |
| 3   | Franța (FRA)            | 1   | 1      | 2     | 4     |
| 4   | Marea Britanie (GBR)    | 1   | 0      | 0     | 1     |
| 5   | Polonia (POL)           | 0   | 2      | 0     | 2     |
| 6   | România (ROU)           | 0   | 1      | 0     | 1     |
| 7   | Uniunea Sovietică (URS) | 0   | 0      | 2     | 2     |

## Evenimente

### Masculin
| Probă             | Aur | Argint | Bronz |
| Spadă             | Carlo Pavesi · Italia (ITA) | Giuseppe Delfino · Italia (ITA) | Edoardo Mangiarotti · Italia (ITA)                                                                            |
| Spadă pe echipe   | Italia (ITA) · Giuseppe Delfino · Franco Bertinetti · Alberto Pellegrino · Giorgio Anglesio · Carlo Pavesi · Edoardo Mangiarotti           | Ungaria (HUN) · Bela Rerrich · Ambrus Nagy · Barnabas Berzsenyi · Jozsef Marosi · Jozsef Sakovics · Lajos Balthazár                        | Franța (FRA) · Yves Dreyfus · Rene Queyroux · Daniel Dagallier · Claude Nigon · Armand Mouyal                 |
| Floretă           | Christian d'Oriola · Franța (FRA) | Giancarlo Bergamini · Italia (ITA) | Antonio Spallino · Italia (ITA)                                                                               |
| Floretă pe echipe | Italia (ITA) · Vittorio Lucarelli · Luigi Arturo Carpaneda · Manlio Di Rosa · Giancarlo Bergamini · Antonio Spallino · Edoardo Mangiarotti | Franța (FRA) · Bernard Baudoux · Rene Coicaud · Claude Netter · Roger Closset · Christian d'Oriola · Jacques Lataste                       | Ungaria (HUN) · Lajos Somodi · Jozsef Gyuricza · Endre Tilli · Jozsef Marosi · Mihaly Fülöp · Jozsef Sakovics |
| Sabie             | Rudolf Kárpáti · Ungaria (HUN) | Jerzy Pawłowski · Polonia (POL) | Lev Kuznețov · Uniunea Sovietică (URS)                                                                        |
| Sabie pe echipe   | Ungaria (HUN) · Attila Keresztes · Aladár Gerevich · Rudolf Kárpáti · Jenö Hamori · Pál Kovács · Daniel Magay                              | Polonia (POL) · Zygmunt Pawlas · Jerzy Pawłowski · Wojciech Zabłocki · Andrzej Ryszard Piątkowski · Marian Zygmunt Kuszewski · Ryszard Zub | Uniunea Sovietică (URS) · Iakov Rîlski · David Tîșler · Lev Kuznețov · Evgeni Cerepovski · Leonid Bogdanov    |

### Feminin
| Probă   | Aur                                  | Argint                     | Bronz                        |
| Floretă | Gillian Sheen · Marea Britanie (GBR) | Olga Szabo · România (ROU) | Renée Garilhe · Franța (FRA) |

## Țări participante
165 de trăgători (142 de bărbăti și 23 de femei) din 23 de țări au participat.
- Argentina (1)
- Australia (21)
- Austria (1)
- Belgia (6)
- Canada (1)
- Columbia (6)
- Danemarca (1)
- Finlanda (2)
- Franța (18)
- Germania (1)
- Marea Britanie (9)
- Ungaria (18)
- Indonezia (1)
- Italia (19)
- Japonia (1)
- Luxemburg (4)
- Mexic (3)
- Polonia (6)
- România (2)
- Uniunea Sovietică (20)
- Suedia (5)
- Uruguay (1)
- Statele Unite ale Americii (18)

## Legături externe
- Statistice Arhivat în 10 mai 2009, la Wayback Machine. pe Sports Reference